# نايف هزازي
نايف أحمد طيب هزازي (27 يوليو 1988 -)، لاعب كرة قدم سعودي يلعب في مركز الهجوم يلعب حالياً في نادي الوادي بدوري الدرجة الرابعة السعودي.
بدأ مشواره الكروي مع نادي الاتحاد، مروراً من شباب الفريق إلى تشكيلة الفريق الأول. كانت أول مباراياته مع الفريق الأول في عام 2006. من عام 2008 أعتمد النادي على هزازي ليكون مهاجم الفريق الأول، كان واحدا من آلآفاق الواعدة من الشباب السعودي حيث تم ربطه مع نادي إشبيلية وبعض الأندية المحلية.
هزازي لاعب دولي وأول مباراة دولية له مع منتخب بلاده أمام تايلند 2008 وكان آنذاك في التاسعة عشر من العمر. في 1 أبريل 2009، سجل هدف التأهل من قبل رأسية ضد الإمارات العربية المتحدة من بين 70,000 من الجماهير في حصيلة 3–2. هزازي كان واحدا من النجوم الصاعدة في الكرة الخليجية على انه مهاجم السعودية الأول، ويعتبر الكثيرون أنه المهاجم السعودي الأكثر موهبه منذ الأسطورة ماجد عبد الله. على الصعيد الدولي سجل هزازي 8 أهداف من 25 مباراة.

## الحياة الشخصية
```
شقيقه الأكبر 
إبراهيم هزازي
 لاعب أيضًا.
```

## مسيرته الكروية

### الاتحاد
بدأ نايف هزازي مسيرته في أكاديمية الاتحاد وكان يلعب لفرق المراحل السنية، ولكن بسبب موهبته الهجومية، ضمه المدرب البلجيكي ديمتري إلى الفريق الأول، وتلقى عرضاً من نادي إشبيلية عندما كان في رحلاته الدولية، ابدى المدرب عن اعجابه بأداء هزازي، لكن لم تتم الصفقة بسبب رفض مدرب الفريق مانويل جوزيه، الذي كان يريد أبقائه مع النادي.

#### 2006–08
بدأ مشواره الكروي مع الفريق الأول في 2006. لعب هزازي أول مباراة رسمية له مع الفريق الأول في الـ25 يناير 2007 في سن 18 عاما، في بطولة كأس الأمير فيصل ضد النصر، في 1 ديسمبر 2007، في أول مباراة دوري يلعبها، دخل هزازي كبديل متأخرا في الشوط الثاني ضد الهلال وأنتهت المباراة بالتعادل السلبي. في 21 مايو 2008، سجل الهدف الثاني عن طريق رأسية ضد الاتحاد السوري في الدقيقة 42، انتهت المباراة بفوز الاتحاد 3–0.

#### موسم 2008–09

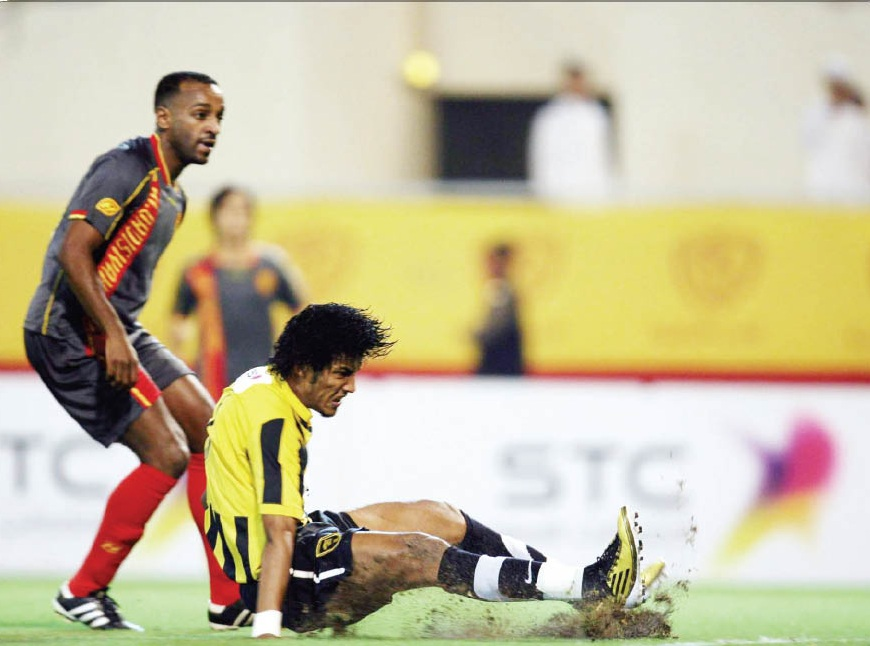
سقوط هزازي على أرضية الملعب بعد الألتحام مع لاعب نادي القادسية.

بعد رحيل حمزة ادريس عن النادي، ورث هزازي قميصه حامل الرقم 9. في موسم 2008–09، فرض هزازي نفسه كلاعب أساسي للفريق الأول، في 12 أكتوبر، لعب هزازي أول مباراة له كأساسي على مستوى الدوري ضد الشباب، سجل نايف الهدف الأول وأنتهت بفوز 2–1. في 30 نوفمبر، سجل هزازي الهدف الثاني في الدقيقة 31 وتسبب في ركلة جزاء آثرها فوز الاتحاد ضد ابها 3–0. برزت مهاراته، خصوصاً، عندما سجل هدفين ضد الوطني في فوز 7–2. في 20 ديسمبر، أستطاع هزازي إدراك التعادل بأعجوبة في اخر عمر المباراة آثر رأسية ضد الحزم. أثبت هزازي أيضاً أنه "ماجد عبد الله الجديد"، حيث فاجئ الجميع بعد تسجيله للهدف الثاني بطريقة مذهلة في الدقيقة 43 ضد الشباب في فوز 4–0. في 12 أبريل، نهائي الدوري ضد الهلال، أفتتح هزازي المباراة بهدفه الأول في الدقيقة 18 أثر عرضية من هشام أبوشروان، أنتهت المباراة بتتويج الاتحاد بطلاً للمرة الثامنة بنتيجة 2–1. في 11 مايو، سجل هدف المباراة الوحيد ضد الحزم في بطولة كأس الملك. في 15 مايو، لعب هزازي نهائي البطولة ضد الشباب مع خسارة 0–4. أحرز نايف هزازي ثلاثة اهداف ضد أم صلال في مباراة انتهت بفوز 7–0. في دور-16 من منافسة دوري أبطال آسيا، صنع نايف هزازي هدف الفوز آثر تمريرة قاتلة من بين مدافعين نادي الشباب إلى هشام أبوشروان ليحرز هدف التقدم.
جريدة الرياضية جماهير الاتحاد (برا على برا) يا نايف

#### موسم 2009–10
لعب هزازي مبارتين بدون تسجيل أي هدف. في 26 أغسطس، سجل نايف هزازي ثلاثة أهداف ضد القادسية في نتيجة 7–1، ليكون ثاني هاتريك على مدى تاريخه. تعرض نايف هزازي في هذا الموسم لإصابة في الرباط الصليبي وغاب على أثرها لمدة 6 أشهر. في 28 أبريل، أول مباراة له بعد العودة من إصابة الرباط الصليبي ضد ذوب آهن، ودخل كبديل في الشوط الثاني بعد أبداء عن تحسن الإصابة. في 3 مايو، دخل هزازي كبديل في الشوط الثاني وأستطاع هزازي تحويل المباراة بعد تسجيل هدف التأهل في الوقت بدل الضائع ضد الشباب. لعب هزازي نهائي بطولة كأس الملك أيضاً كبديل ضد الهلال، فاز بلقبه الأول بركلات الجزاء 5–4.

#### موسم 2010–11
في موسم 2010–11، سجل 12 هدف من 22 مباراة في الدوري المحلي،  في مجموع كل المسابقات أستطاع تسجيل 18 هدف من 39 مباراة. بعد لعبه 6 مباريات في مسابقة دوري أبطال آسيا دون تسجيل أي هدف. في 14 أغسطس، سجل أول هدف له في الموسم عبر تسديدة غريبة مرت بين يدي حارس نادي الاتفاق. في الجولة الرابعة، سجل هزازي الهدف الثاني ضد نادي نجران. في 29 أغسطس، أستطاع تسجيل الهاتريك الثالث في تاريخه ضد الحزم، وصنع الهدف الرابع لعبد الملك زياية في فوز 4–0. لعب هزازي ضد الاهلي وصنع لزميلة عبد الملك زياية الهدف الأول، استبدل لمحمد نور بسبب تأثره بالإصابة. في 22 سبتمبر، سجل هزازي الهدف الأول اثر تسديدة قوية من خارج منطقة الجزاء ضد الرائد في فوز 2–1. سجل هزازي الهدف الوحيد ضد القادسية، سجل هدف آخر صحيح ألغي بداعي التسلل. في 3 نوفمبر، سجل هزازي هدفين ضد الشباب، أنتهت المباراة بالتعادل الإيجابي. تحصل هزازي على بطاقة حمراء قبل دقائق من نهاية المباراة النصر، تعجب من القرار ورد على الحكم بأبتسامة. لعب هزازي أول مباراة له كبديل في الموسم ضد الفيصلي. في 7 مارس، سجل نايف هزازي الهدف الأول وتسبب بركلة جزاء ضد الرائد لمساعدة في فوز 3–0. في 10 أبريل، سجل هزازي هدف الفوز بعد كسر التعادل ضد نادي الوحدة. في 15 مايو، في آخر مباراة له في الدوري، صنع الكرة لمحمد نور ليحرز الهدف الأول ضد الشباب. في 25 مايو، دخل نايف هزازي كبديل وأستطاع صنع الكرة لزميله محمد الراشد لأدراك التعادل في 3–3، في الإياب، سجل هزازي هدف التأهل وهو هدف التعادل عبر رأسية. في 19 يونيو، سجل هزازي الهدف الأول من قبل رأسية ضد الهلال. لعب هزازي نهائي كأس الملك 2011 كبديل ضد الاهلي، خسر النهائي بركلات الجزاء 2–4.

#### موسم 2011–12
بدأ نايف هزازي موسمه مع هدفين ضد نادي الأنصار، فأحرز هدفين، وألغي هدف الهاتريك. في مباراة الأياب من دوري أبطال آسيا ضد نادي جيونبوك موتورز، سجل هدفين في أول 20 دقيقة لقلب النتيجة، في خسارة 2–3. في مباراة الذهاب، حصل هزازي على بطاقة حمراء مظلوما من الحكم في الدقائق الأولى. خسر 3–5 في المجموع لنادي جيونبوك موتورز. ضد الشباب، سجل الهدف الثاني من ركلة جزاء. لعب ضد نادي الفتح في خسارة 1–2. في ديربي جدة، خسر بنتيجة 1–3 من منافسه الاهلي. سجل هزازي الهدف الثاني آثر رأسية ضد النصر في فوز 3–1 بالرياض. سجل هزازي في الكلاسيكو السعودي ضد الهلال من رأسية ليقلب النتيجة إلى تعادل في اخر الدقائق. بعد هبوط مستوى النادي إلى مركز السادس لأول مرة خلال السنوات الأخيرة، دعى هزازي النادي لضم اخيه أبراهيم لاعب النادي الأهلي، فكان وسيطاً لصفقة النادي التي تعتبر أنجح الصفقات المحلية لهذا الموسم. سبب هبوط مستوى اللاعب انتقاد انصار النادي له بمشكلة صيام التهديف، بعد انخفاض مستواه وأبتعاده عن التسجيل في الدوري والمسابقات. كان هدف العودة ضد نادي الفيصلي، احتفل هزازي بعد رحيل الحظ السيئ معه. في 29 مارس، سجل هزازي أول هدف تاريخي له ضد الاهلي،  وكان الهدف الوحيد في المباراة وهدف الفوز، والهدف كان له بصمة في ابتعاد الاهلي من صدارة الدوري. سجل هزازي هدفين ضد العربي وحصل على بطاقة صفراء لخروجه من الملعب والاحتفال مع انصار النادي. في 2 مايو، كسر هزازي رقم حمزة ادريس في المسابقات الآسيوية عندما احرز هدفه 10 آسيويا ضد نادي باختاكور. وأكد هزازي على صعوبة المباراة وقال: 
في 23 مايو، لعب ضد نادي بيروزي في فوز 3–0، سجل الهدف الأول من ركلة جزاء، التي سببها زميله في الفريق عبد الغني فوزي. أيضا تعرض هزازي للأصابة خلال المباراة فأكمل حتى الدقيقة 60 إلى أن تم أستبداله بسبب تضاعف الأصابة. أثبتت نتائج الفحوصات الطبية ان نوع الأصابة هي كسر في عضمة الأنف سوف تبقيه بعيدا لمدة شهرين.

## المنتخب
ظهر هزازي لأول مرة مع منتخب السعودية في شهر نوفمبر عام 2008، في مباراة ودية ضد تايلند، حيث أحرز الهدف الأول له في مسيرته الدولية في الدقيقة 65. أيضا سجل هزازي هدفين في لقاء ودي ضد لبحرين في فوز 4–0. في 30 أغسطس 2009، لعب مباراة ودية ضد منتخب ماليزيا تعرض خلالها لأصابة في الرباط الصليبي بعد الالتحام مع اللاعب الماليزي خلال المباراة، والتي أبقته خارج المستطيل الأخضر لمدة.

### تصفيات كأس العالم 2010
كان جزءاً من تشكيلة الفريق المؤهلة لكأس العالم 2010، ظهر في الجولة الرابعة من مسابقة التصفيات مع ياسر القحطاني ومالك معاذ. أخو فيصل هزازي كان مستعد ليبدأ في التشكيلة الأساسية بعد طلب المدرب خوسيه بسييرو استبعاد القحطاني لمباريات التصفيات ضد إيران والإمارات لأسباب تأديبيه. خسر القحطاني فتألق هزازي، فكان الشاب قادر على لعب مبارته الثانية في التصفيات في طهران ضد منتخب إيران. 11 دقيقة تبقت على نهاية المباراة، استطاع هزازي ادراك التعادل بهدوء ليشعل واحدة من أشهر قلب النتائج لبلاده في انتصار 2–1. في 1 أبريل 2009، ضد منتخب الإمارات في الرياض، استطاع هزازي التسبب بركلة جزاء في بداية الشوط الأول، كانت النتيجة مخيبه للأمال بعد انقلاب النتيجة لصالح منتخب الإمارات، على الرغم من اكتساب هدف التعادل بحسنة خطأ في مرماهم، فكان هزازي رمز الحظ الأخير إذ قبل نهاية المباراة بخمس دقائق استطاع تسجيل هدف الرأس الذهبية المؤهل.

### الأمم الآسيوية 2011
في 9 يناير، لعب نايف هزازي في المباراة الرسمية الأولى في البطولة ضد منتخب سوريا مع خسارة 1–2، دخل كبديل في الدقيقة 56 في تجربة سيئة. حاول أن يساعد الهجوم لكنه لم يستطع ضد الأردن مع خسارة 1–0. في المباراة الثالثة والأخيرة من مرحلة المجموعات ضد اليابان، دخل معتز الموسى بديلا لنايف هزازي في الدقيقة 46، قدم هزازي اعتذاره لتجاهل القنوات الرياضية بعد نهاية المباراة، والتي أنتهت بخسارة قاسية 0–5.

## أسلوب اللعب
| ”                         | لديه السرعة، الموهبه، يستطيع التسجيل من أي وضع. اذا استمر بتطوير موهبته على هذا المعدل، سيكون في وقت قريب واحدا من أفضل اللاعبين في آسيا. | “ |
| —محمد نور، يتحدث عن هزازي | |   |

نايف هزازي محاط تحت آمال انصار الأندية والجماهير السعودية عامة في أنتظار مهاجم لاحق يسترجع عظمة الكرة السعودية، مهاراته برزت في عمر صغير لتتوافق مع مهارات اللاعبين العظماء. تمت مقارنته تشبيها بالمهاجم العاجي مهاجم نادي تشيلسي ديديه دروجبا. وأيضا المشار أنه مهاجم تقليدي، بسبب قدرته العالية على أجادة الضربات الرأسية، وبسبب روحه الحماسية. فهو يعتبر الرمز للضربات الرأسية، خطير في الهواء — فتعتبر رأسياته اخطر من قدمه. هو لاعب حماسي جدا ويمتلك العزيمة فيمتلك طابع حماسي يبث به الروح. دائما يبحث عن الكروت الصفراء ليفرح الجماهير بعد الهدف. لديه احتفال خاص بعد تسجيله للهدف. حصد نايف هزازي على البطاقات الحمراء مرتين من الحوادث الأكثر شهرة على أنه مظلوم، وكانت واحدة من أشهر عشرة حالات طرد في تاريخ كرة القدم في المملكة العربية السعودية.

## احصاءات المهنة

### النادي
آخر تحديث 26 أغسطس 2012.
| النادي  | الموسم  | الدوري | الدوري  | كأس الملك | كأس الملك | ولي العهد | ولي العهد | دوري أبطال آسيا | دوري أبطال آسيا | ودية1  | ودية1   | المجموع | المجموع |
| النادي  | الموسم  | الظهور | الأهداف | الظهور    | الأهداف   | الظهور    | الأهداف   | الظهور          | الأهداف         | الظهور | الأهداف | الظهور  | الأهداف |
| ------- | ------- | ------ | ------- | --------- | --------- | --------- | --------- | --------------- | --------------- | ------ | ------- | ------- | ------- |
| الاتحاد | 2006–07 | 0      | 0       | —         | —         | 0         | 0         | 0               | 0               | 1      | 0       | 1       | 0       |
| الاتحاد | 2007–08 | 1      | 0       | 0         | 0         | 0         | 0         | 1               | 1               | —      | —       | 2       | 1       |
| الاتحاد | 2008–09 | 17     | 9       | 5         | 2         | 1         | 0         | 5               | 3               | 1      | 0       | 29      | 14      |
| الاتحاد | 2009–10 | 3      | 3       | 2         | 1         | 0         | 0         | 1               | 0               | —      | —       | 6       | 4       |
| الاتحاد | 2010–11 | 22     | 12      | 5         | 2         | 2         | 2         | 10              | 2               | —      | —       | 39      | 18      |
| الاتحاد | 2011–12 | 19     | 7       | 2         | 1         | 3         | 2         | 6               | 5               | 1      | 2       | 31      | 17      |
| الاتحاد | 2012–13 | 3      | 1       | 0         | 0         | 0         | 0         | —               | —               | —      | —       | 3       | 1       |
| المجموع | المجموع | 65     | 32      | 14        | 6         | 6         | 4         | 23              | 11              | 3      | 2       | 111     | 55      |

- 1تشمل غيرها من البطولات والمسباقات التنافسية، بما في ذلك كأس الأمير فيصل.

الشباب

### دولي
آخر تحديث 10 أغسطس 2012.